# Municipio de Osage (condado de Bourbon)
El municipio de Osage (en inglés: Osage Township) es un municipio ubicado en el condado de Bourbon en el estado estadounidense de Kansas. En el año 2010 tenía una población de 354 habitantes y una densidad poblacional de 2,82 personas por km².

## Geografía
El municipio de Osage se encuentra ubicado en las coordenadas 37°58′26″N 94°40′6″O / 37.97389, -94.66833. Según la Oficina del Censo de los Estados Unidos, el municipio tiene una superficie total de 125.36 km², de la cual 124,71 km² corresponden a tierra firme y (0,52 %) 0,65 km² es agua.

## Demografía
Según el censo de 2010, había 354 personas residiendo en el municipio de Osage. La densidad de población era de 2,82 hab./km². De los 354 habitantes, el municipio de Osage estaba compuesto por el 98,31 % blancos, el 0,28 % eran amerindios y el 1,41 % eran de una mezcla de razas. Del total de la población el 0 % eran hispanos o latinos de cualquier raza.